# Spiralmodell

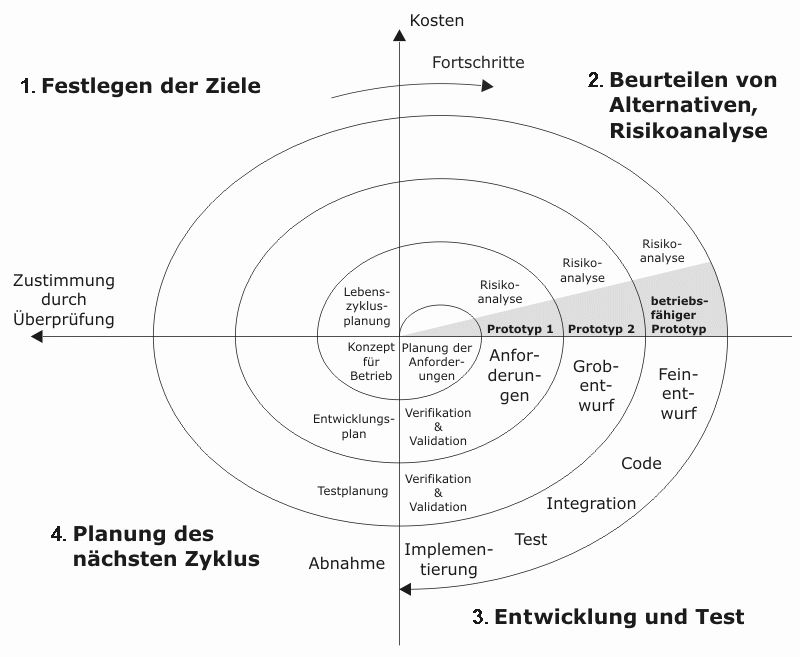
Spiralmodell nach Boehm

Das Spiralmodell ist ein Vorgehensmodell in der Softwareentwicklung, das im Jahr 1986 von Barry W. Boehm beschrieben wurde. Es ist ein generisches Vorgehensmodell und daher offen für bereits existierende Vorgehensmodelle. Das Management kann immer wieder eingreifen, da man sich spiralförmig voran entwickelt.

## Beschreibung
Das Spiralmodell fasst den Entwicklungsprozess im Software-Engineering als iterativen Prozess auf, wobei jeder Zyklus in den einzelnen Quadranten folgende Aktivitäten enthält:
1. Festlegung von Zielen, Identifikation von Alternativen und Beschreibung von Rahmenbedingungen
2. Evaluierung der Alternativen und das Erkennen, Abschätzen und Reduzieren von Risiken, z. B. durch Analysen, Simulationen oder Prototyping
3. Realisierung und Überprüfung des Zwischenprodukts
4. Planung des nächsten Zyklus der Projektfortsetzung.

Die Risikobetrachtung ist der wesentliche Aspekt, der das Spiralmodell von anderen, zuvor entwickelten Vorgehensmodellen unterscheidet. Dabei werden zunächst alle Risiken, die das Projekt bedrohen, identifiziert und anschließend bewertet. Dann sucht man einen Weg, um das größte Risiko zu beseitigen. Das Projekt gilt als gescheitert, wenn die Beseitigung fehlschlägt. Wenn hingegen keine Risiken mehr existieren, so ist das Projekt erfolgreich abgeschlossen.
Das Spiralmodell gehört zu den inkrementellen oder iterativen Vorgehensmodellen. Es ist eine Weiterentwicklung des Wasserfallmodells, in der die Phasen mehrfach spiralförmig durchlaufen werden.
Das inkrementelle und iterative Vorgehensmodell sieht daher eine zyklische Wiederholung der einzelnen Phasen vor. Dabei nähert sich das Projekt langsam den Zielen an, auch wenn sich die Ziele während des Projektfortschrittes verändern. Durch das Spiralmodell wird nach Boehm das Risiko eines Scheiterns bei großen Softwareprojekten entscheidend verringert.